# Alouatta discolor
Alouatta discolor е вид бозайник от семейство Паякообразни маймуни (Atelidae). Видът е световно застрашен, със статут Уязвим.

## Разпространение
Разпространен е в Бразилия (Мато Гросо и Пара).